# Mangudadatu
Mangudadatu è una municipalità di quarta classe delle Filippine, situata nella Provincia di Maguindanao, nella Regione Autonoma nel Mindanao Musulmano.
La municipalità è stata creata con l'atto regionale N. 204 raftificato il 30 dicembre 2006, con parte della municipalità di Buluan.
Mangudadatu è formata da 8 baranggay:
- Daladagan
- Kalian
- Luayan
- Paitan
- Panapan
- Tenok
- Tinambulan
- Tumbao